# Carlos Emanuel III da Sardenha
Carlos Emanuel III (em italiano: Carlo Emanuele III di Savoia, Turim, 27 de abril de 1701 – Turim, 20 de março de 1773) foi o Rei da Sardenha de 1730 até sua morte. Era o filho mais novo do rei Vítor Amadeu II e sua esposa Ana Maria de Orleães.

## Biografia

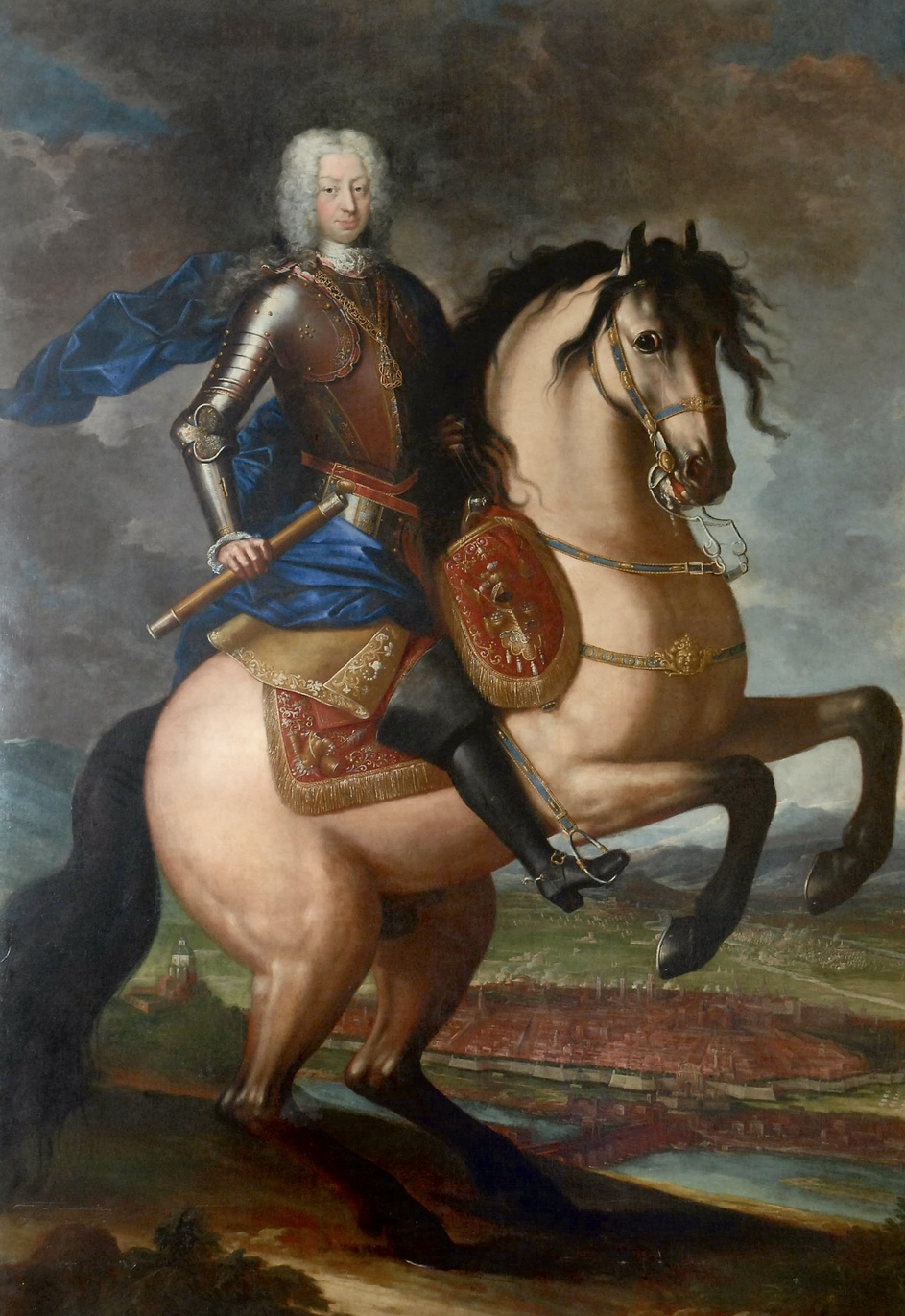
Retrato equestre de Carlos Emanuel III</br>Por Maria Giovanna Clementi

Carlos Emanuel era baixo e magro, e na corte era chamado ironicamente de Carlino. Vítor Amadeu II não tinha amor pelo filho, humilhou-o publicamente, forçou-o a abandonar seu passatempo favorito, a caça, e até interferiu em seus assuntos familiares, permitindo que o príncipe dormisse com sua esposa apenas uma vez por semana.
Em 1727, Vítor Amadeu assumiu a educação política do filho, exigiu sua presença em reuniões com ministros e, então, realizou um exame, forçando-o a explicar cada decisão que tomava. Finalmente, em 3 de setembro de 1730, Vítor Amadeu abdicou do trono em favor de Carlos Emanuel. No entanto, um ano depois, insatisfeito com a forma como seu filho estava conduzindo o reino, ele decidiu retomar a coroa. Carlos Emanuel, então, ordenou a prisão de seu pai e o exilou no Castelo de Rivoli, onde ele morreu em 1732.
Durante a Guerra da Sucessão da Polônia (1733–1738), Carlos Emanuel aliou-se à França, conquistou o Ducado de Milão, derrotou as forças imperiais em Guastalla e adquiriu Novara.
Durante a Guerra da Sucessão Austríaca, ele lutou no lado austríaco contra as forças aliadas da França e da Espanha, recebendo apoio financeiro e naval da Grã-Bretanha e da República dos Países Baixos. Em 1747, ele obteve uma vitória esmagadora sobre os franceses na Batalha de Assietta, e seus territórios foram salvos quando o principal campo de batalha se mudou para o norte, nos Países Baixos. Com o Tratado de Aquisgrão, ele recuperou Saboia e Nice, bem como Vigevano, dos franceses.
Carlos Emanuel recusou-se a participar da Guerra dos Sete Anos, porque no final da sua vida decidiu concentrar-se na reforma do seu reino desgastado pela guerra. Defendeu os direitos do Estado contra a Igreja e buscou promover o progresso econômico e social. Promulgou um novo código em 1771, permitindo que os camponeses comprassem terras da nobreza, mas sob pressão da elite ele cancelou sua própria iniciativa.
Carlos Emanuel morreu em Turim em 1773. Foi sepultado na Basílica de Superga.

## Família

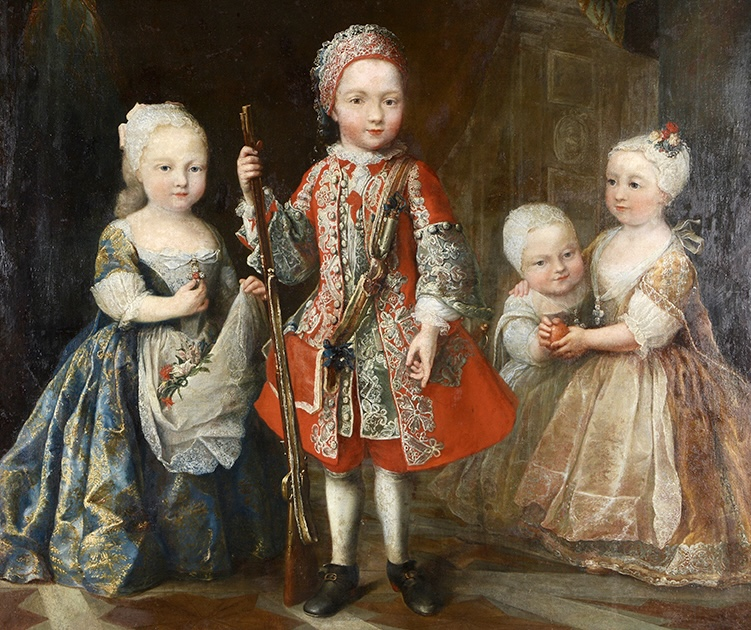
Filhos de Carlos Emanuel III, por Maria Giovanna Clementi em 1730. Esquerda para a direita: Leonor, Vítor Amadeu, Maria Felicidade e Maria Luísa.

- Casou por procuração em 16 de fevereiro de 1722 e em pessoa em Vercelli em 15 de março de 1722 com Ana Cristina Luísa de Sulzbach, filha de Teodoro de Wittelsbach-Deux-Ponts, Conde palatino de Sulzbach; tiveram um filho:

1. Vítor Amadeu (7 de março de 1723 - 11 de agosto de 1725), Duque de Aosta.

- Casou depois em Thonon-les-Bains em 23 de julho de 1724 com Polixena de Hesse-Rotemburgo (21 de setembro de 1706-13 de janeiro de 1735 Turim), condessa de Hesse-Rheinfels-Rotenburg, da dinastia de Hesse; era filha de Ernesto Leopoldo, conde de Hesse-Rheinfels-Rotenburg; tiveram seis filhos:

1. Vítor Amadeu III (26 de junho de 1726 - 16 de outubro de 1796), rei da Sardenha de 1773 a  1796.
2. Leonor (28 de fevereiro de 1728 - 15 de agosto de 1781)
3. Maria Luísa (25 de março de 1729 - 22 de junho de 1767), freira.
4. Maria Felicidade (19 de março de 1730 - 13 de maio de 1801)
5. Emanuel Felisberto (17 de maio de 1731 - 23 de abril de 1735), Duque de Aosta.
6. Carlos (23 de julho de 1733 - 29 de dezembro de 1733), Duque de Chablais.

- Casou em Turim em 1 de abril de 1737 com Isabel Teresa de Lorena, filha de Leopoldo I, Duque de Lorena, e de Isabel Carlota de Orleães, filha do duque de Orleães e de Madame Palatine. Era irmã do imperador Francisco I. Herdeiro jacobita legítimo. Tiveram três filhos:

1. Carlos (1 de dezembro de 1738 - 25 de março de 1745), Duque de Aosta.
2. Maria Vitória (22 de junho de 1740 - 14 de julho de 1742)
3. Benedito (21 de junho de 1741 - 4 de janeiro de 1808); Duque de Chablais em 1796, Marquês de Ivrea em 1796. Casou em Turim em 19 de março de 1775 com sua sobrinha Maria Ana, princesa de Saboia, filha de seu irmão Vítor Amadeu II da Sardenha.